# Glassdrive–Q8–Anicolor
Glassdrive–Q8–Anicolor (UCI kód: GCT) je portugalský cyklistický UCI Continental tým, jenž vznikl v roce 2000. Týmová základna se nachází v městě Vila Nova de Gaia

## Soupiska týmu
K 6. červnu 2023
- Fábio Costa (POR) (* 4. července 1999)
- Duarte Domingues (POR) (* 29. února 2004)
- Frederico Figueiredo (POR) (* 25. května 1991)
- Sergio García (ESP) (* 11. června 1999)
- Luís Mendonça (POR) (* 16. ledna 1986)
- Mauricio Moreira (URU) (* 18. července 1995)
- Rafael Reis (POR) (* 15. července 1992)
- Arťom Nych (RUS) (* 21. března 1995)
- Pedro Silva (POR) (* 7. července 2001)
- James Whelan (AUS) (* 11. července 1996)

## Vítězství na národních šampionátech
2010
 Portugalský silniční závod, Rui Sousa
2013
 Portugalský silniční závod, Joni Brandão
2021
 Portugalská časovka do 23 let, Fábio Fernandes
2022
 Portugalská časovka, Rafael Reis
 Portugalský silniční závod do 23 let, Afonso Eulálio